# Чертков Михайло Іванович
Михайло Іванович Чертков (14 серпня 1829 — 19 жовтня 1905, Париж) — державний і військовий діяч, генерал-ад'ютант (1868), генерал від кавалерії (1883).  Похований у м. Кагарлик.

## Біографія
Належав до муромського дворянського роду. Онук Дмитра Васильовича Черткова (1758—1831), син шталмейстера Івана Дмитрович Черткова (1796—1865) і баронеси Олени Миколаївни Строганової. Народився 14 серпня 1829 року. У 1848 році закінчив Пажеський корпус, отримавши звання корнета. Його швидкій кар'єрі сприяв швагер Петро Шувалов, впливововий сановник. 1849 року брав участь у поході гвардії до західних кордонів імперії з приводу Угорського повстання. 6 грудня 1851 року отримав звання у поручники. 
У січні 1854 року призначено ординарцем при командувачем Гвардійським і гренадерської корпусами спадкоємця цесаревича великого князя Олександра Миколайовича (у майбутньому імператор Олександрі II). 11 квітня того ж року підвищено до штабс-ротмістра.
У 1855 році під час Кримської війни 1853-56 брав участь в охороні Балтійського узбережжя від англо-французького флоту. 17 квітня 1855 року стає флігель-ад'ютантом. На відзначення при обороні фортеці Свеаборг від ворожої бомбардування нагороджений своїм першим бойовим орденом Св. Анни 3-го ступеня з мечами та бантом. У листопаді того ж року перебував у Воронезькій губернії для спостереження за рекрутським набором.
У 1856 отримав звання ротмістра та відряджено в розпорядження головнокомандуючого Кавказької армією Олександра Барятинського .У кампанії 1857 року командував 3-м батальйоном Віленського піхотного полку і брав участь у бойових діях у Великій Чечні: 20 січня був у бою під час взяття штурмом аула Оспан-Юрт, 23 січня — у перестрілці біля аула Гельдінген. У березні перебував у бою на річці Басс і брав участь у будівництві Шалінського укріпленого табору. 6 вересня 1857 року за відмінність у кампанії попереднього року підвещено до полковника і переведено до Кабардинського піхотного полку.
З 1858 року командував куринським піхотним полком. Брав участь у численних сутичках, особливо в липні, серпні та грудні: 1 липня - при переправі через ущелину Яриш-Марди, 3 липня - при рубанні просіки за течією Аргуна, 8 липня - при взятті аулу Велика Варанда і на наступний день - в штурмі Варандинського лісу, наприкінці липня - при рубці просіки від Аргу Гаккой-Лам, 19 серпня - біля аулу Халікале, 21 серпня - при обороні аула Ітум-Калі, 22 грудня - при рубанні лісу на Басі, з 26 по 31 грудня - при взятті численних завалів під час прокладання дороги до аулу Агашти та його заняття.  За відмінні дії в справах проти горців в липні 1858 року на горі Мексим-Дук нагороджено орденом Св. Володимира 4-го ступеню з мечами та бантом.
У 1859 командував військами, розташованими в Ічкерії, начальник ічкерійського загону. На чолі свого загону брав діяльну участь у війні з горцями і за низку звитяг і розпорядливість, насамперед при захопленні аулу Ведено, нагороджено орденами Св. Георгія 4-го ступеню і Св. Анни 2-й ступеню з мечами.
У 1860 році за відміну в справах проти горців в Кубанської області, насамперед в аулі Кабаніц та при штурмі аула Беной у Чечні, отримав звання генерал-майора з призначенням до імператорського почту і з зарахуванням до армійської піхоті.
У 1861-64 рр. — Воронезький військовий губернатор і керуючий цивільної частини. Управління Чертковим губернією збіглося з селянською реформою, і на його долю випало як здійснення реформи, так і боротьба з дореформений порядками. Невдовзі після призначення на цю посаду закохався в дружину місцевого поліцмейстера Ольгу Іванівну, і після її розлучення з чоловіком одружився з нею. За успішне проведення селянської реформи у ввіреній йому губернії нагороджено 1 січня 1863 року орденом св. Станіслава 1 ступеню.
У 1864-67 рр. — Волинський військовий губернатор і керуючий цивільної частиною. Перш за все проводив політику зміцнення російської влади, обмеженню впливу польського шляхти та католицького духовенства. За свою жорстокість отримав в останніх прізвиська «Інквізитор». 1865 року подарував невелику колекцію  мінералів публічній бібліотеці Житомира, що зрештою стада основою для створення у подальшому Житомирського краєзнавчого музею. 1 січня 1865 року нагороджено орденом св. Анни 1 ступеню та 9 травня 1866 року - орденом св. Володимира 2 ступеню.
У 1867-68 рр. — помічник з цивільної частини Віленського, Ковенської, Гродненського і Мінського генерал-губернатора і головного начальника Вітебської і Могильовської губерній.
У 1868 отримав звання генерал-лейтенанта.
У 1868-74 рр. — військовий наказний отаман Війська Донського. У його отаманщину відбулося урочисте святкування 300-річного ювілею Війська Донського; 1870 року термінові земельні ділянки донських чиновників звернені в спадкову власність, у 1870—1873 роках проведено судові зміни, закінчено підготовку проекту щодо запровадження земського самоврядування на Дону та проведено військову реформу, яка затвердила принцип загальнообов'язковості козацької служби. Разом з тим стсоунки з кочазцтвом не склалися, чому в значні мірі вплинула поведінка його дружини, яка стала коханкою особистого ад'ютанта Черткова — Валеріана Мартинова. До того ж козаки погано поставилися до жидівського походження дружини Черткова. Іншою проблемою стало те, що військовий отаман призначав осіб на посади з огляду на титули, шляхетність та багатство, в чому не могли змагатися донські козаки з представниками інших губерній. При цьому з ініціативи Черткова було відкрито школу артилерійських урядників, де значно підвищувалася якість артилеристів.
У 1870 році зарахований в козачий стан Війська Донського, а в 1872 — в лейб-гвардії Отаманський полк.
У 1874 — відрахований до Світи Й. І. В.
У 1875 році викупив Земельного банку колишній маєток Трощинський Кагарлик, який протягом 20 років активно розбудовував.
У 1877 році — під час російсько-турецької війни 1877-78, супроводжував імператора Олександра II в Кишинів і в діючу армію, перебуваючи в Світі Й. І. В.
У вересні 1877 — грудні 1881 — тимчасовий Київський, Подільський і Волинський генерал-губернатор і командувач військами Київського військового округу. Виконуючи Емський указ, переслідував В. Б. Антоновича, П. П. Чубинського, П. Г. Житецького, висилав їх із Києва, забороняв освітньо-педагогічну діяльність. Проте він поділяв погляди свого попередника: Емський указ, виданий без погодження з місцевою адміністрацією, оцінюється інтелігенцією як вияв беззаконня, а тому підтримав пропозицію про скасування обмежень у користуванні українською мовою, запропонував поставити українську літературу в однакові цензурні умови з російською. Михайло Чертков пише доповідну записку міністру внутрішніх справ із проханням скасувати обмеження щодо виступу україномовного театру на підвласних територіях. Потім взагалі звернувся з пропозицією стосовно скасування Емського указу, але не зустрів підтримки уряду та імператора. Подав у відставку після оголошення ревізії на чолі з О.О.Половцовим стосовно купівлі Чертковим маєтку неподолік від Києва.
З січня 1881 — член Державної ради.
У жовтні-листопада 1881 році — входив до складу Особливої наради для розгляду питань реорганізації військового управління.
У травні 1883 року в день коронації імператора Олександра III, переведений в генерали від кавалерії. У 1884—1885 роках вимушен сплачувати дії поліцейського урядника задля заспокоєння селян у маєтку Кагарлику, що були невдаволені діями Черткова проти себе.
У травні 1896 зарахований до списків лейб-гвардії Кінного полку і до гвардійської кавалерії. Був почесним мировим суддею Київського округу.
З березня 1901 і до кінця життя перебував Варшавським генерал-губернатором і командувачем військами Варшавського військового округу. Намагався впоратися з конфліктами між соціальними і етнічними групами і з загостренням протистояння між державною владою і значною частиною населення. З 1903 року проводив політику русифікації, де мав намір замінити всіх католицьких чиновників російськими православними. Але не зміг досягти успіхів. Наслідком стало видання імператорського указу від 12 грудня 1904 року про скасування дискримінаційних норм. 17 лютого 1905 року Черткова було звільнено з посади і призначено перебувати при особі імператора. 
Помер 19 жовтня 1905 року в Парижі, де перебував на лікуванні. Поховано у м. Кагарлик.

## Родина
Дружина - Ольга Гулькевич-Глібовська (1840-1912)
Діти:
- Олена (1865-1955), дружина директора Ермітажу обер-церемоніймейстера графа Д.І.Толстого.
- Тетяна (1868-1944), дружина камергера генерал-лейтенанта князя М.М.Гагаріна.

## Нагороди та відзнаки
- Орден Святого Георгія IV-го ступеня (1859).
- Орден Святої Анни 1 ст. (1865)
- Орден Білого Орла (1870)
- Орден Святого Олександра Невського (1872)
- Орден Святого Володимира 1 ст. (1889)
- Орден Святого Андрія Первозванного (1898)

іноземні:
- Прусський Орден Червоного Орла 2 ст. (1858)
- Гессен-Дармштадтський Орден Пилипа Великодушного 1 ст. (1858)
- Австрійський Орден Леопольда великий хрест (1875)
- Перський Орден Лева та Сонця 1 ст. (1878)
- Румунський Залізний Хрест (1878)
- Нідерландський Орден Золотого Лева 1 ст. (1881)
- Бельгійський Орден Леопольда І 1 ст. (1881)
- Гессен-Дармштадтський Орден Людвіга 1 ст. (1881)
- Баденський Орден Бертольда I 1 ст.
- Французький Орден Почесного Легіону великий хрест (1895)
- Французький Орден Академічних пальм офіцер народної освіти (1895)
- Діамантові знаки до австрійського Ордену Леопольда великий хрест (1897)